# Derech Chadascha
Die Derech Chadascha (hebräisch דֶּרֶךְ חֲדָשָׁה deutsch ‚Neuer Weg‘, englisch New Way) war eine Fraktion in der 15. Knesset, die vom 6. März bis zum 7. Mai 2001 bestand. Den Vorsitz führte Dalia Rabin-Pelossof.

## Geschichte
Die Fraktion wurde von Dalia Rabin-Pelossof, Amnon Lipkin-Schachaq und Uri Savir am 6. März 2001 gegründet, als sie die Mifleget ha-Merkas verließen. Am 8. März 2001 legten Lipkin-Schachaq und Savir ihre Parlamentsmandate nieder, wodurch die Gruppe nur noch aus Rabin-Pelossof bestand. Sie war in dieser Zeit als stellvertretende Verteidigungsministerin an der Regierung beteiligt. Am 7. Mai 2001 ging die Faktion in Jisraʾel Achat auf.

## Wahlergebnisse bei Knesset-Wahlen
| Wahl | Sitze | Abgeordnete                                            | Anmerkungen                                      |
| ---- | ----- | ------------------------------------------------------ | ------------------------------------------------ |
| -    | 3     | Amnon Lipkin-Schachaq, Dalia Rabin-Pelossof, Uri Savir | Entstand erst nach der Wahl 1999 durch Spaltung. |